# کارولین میلر (فوتبال)
کارولین میلر (انگلیسی: Caroline Miller؛ زادهٔ ۱۶ ژوئیهٔ ۱۹۹۱) بازیکن فوتبال اهل ایالات متحده آمریکا است.
از باشگاه‌هایی که در آن بازی کرده‌است می‌توان به اف سی کانزاس سیتی و واشینگتن اسپیریت اشاره کرد.